# Leea spinea
Leea spinea är en vinväxtart som beskrevs av Descoings. Leea spinea ingår i släktet Leea och familjen vinväxter. Inga underarter finns listade i Catalogue of Life.